# Communauté de communes Alpes Provence Verdon - Sources de Lumière
La communauté de communes Alpes Provence Verdon - Sources de Lumière est une communauté de communes française située dans le département des Alpes-de-Haute-Provence, en région Provence-Alpes-Côte d'Azur.
Cet établissement public de coopération intercommunale (EPCI) regroupe 41 communes.

## Historique
En application de la loi no 2015-991 du 7 août 2015 portant nouvelle organisation territoriale de la République, dite « loi NOTRe », la communauté de communes Alpes Provence Verdon - Sources de Lumière a été créée au 1er janvier 2017 par arrêté préfectoral du 24 novembre 2016. Elle est formée par fusion de la communauté de communes du Moyen Verdon, de la communauté de communes du Haut-Verdon Val d'Allos, de la communauté de communes du Pays d'Entrevaux, de la communauté de communes du Teillon et de la communauté de communes Terres de Lumière.

## Territoire communautaire

### Géographie
La communauté de communes est située d'est au sud-est du département des Alpes-de-Haute-Provence, dans l'arrondissement de Castellane.
Représentant le quart de la superficie du département, son territoire est organisé autour des vallées du Verdon, de sa source au Grand Canyon, de l’Asse, de la Vaïre et du Haut Var, avec pour principaux bourgs centres Allos, Annot, Barrême, Castellane, Saint André les Alpes et Entrevaux.

### Composition
La communauté de communes est composée des 41 communes suivantes :

| Nom                           | Code Insee | Gentilé          | Superficie (km2) | Population (dernière pop. légale) | Densité (hab./km2) |
| ----------------------------- | ---------- | ---------------- | ---------------- | --------------------------------- | ------------------ |
| Saint-André-les-Alpes (siège) | 04173      | Saint-Andréens   | 47,46            | 1 030 (2022)                      | 22                 |
| Allons                        | 04005      | Allonsais        | 41,71            | 125 (2022)                        | 3                  |
| Allos                         | 04006      | Allossards       | 116,65           | 816 (2022)                        | 7                  |
| Angles                        | 04007      | Anglois          | 9,83             | 70 (2022)                         | 7,1                |
| Annot                         | 04008      | Annotains        | 29,8             | 1 013 (2022)                      | 34                 |
| Barrême                       | 04022      | Barrêmois        | 37,05            | 402 (2022)                        | 11                 |
| Beauvezer                     | 04025      | Belveziens       | 26,98            | 387 (2022)                        | 14                 |
| Blieux                        | 04030      | Blieuxiens       | 56,8             | 52 (2022)                         | 0,92               |
| Braux                         | 04032      | Braulés          | 11,67            | 134 (2022)                        | 11                 |
| Castellane                    | 04039      | Castellanais     | 117,79           | 1 454 (2022)                      | 12                 |
| Castellet-lès-Sausses         | 04042      | Castelains       | 53,91            | 140 (2022)                        | 2,6                |
| Chaudon-Norante               | 04055      | Norantais        | 37,48            | 180 (2022)                        | 4,8                |
| Clumanc                       | 04059      | Clumancais       | 53,68            | 221 (2022)                        | 4,1                |
| Colmars                       | 04061      | Colmarsiens      | 81,82            | 548 (2022)                        | 6,7                |
| Demandolx                     | 04069      | Demandolxiens    | 20,37            | 111 (2022)                        | 5,4                |
| Entrevaux                     | 04076      | Entrevalais      | 60,37            | 791 (2022)                        | 13                 |
| Le Fugeret                    | 04090      | Fugeretois       | 28,38            | 200 (2022)                        | 7                  |
| La Garde                      | 04092      | Gardéens         | 16,63            | 126 (2022)                        | 7,6                |
| Lambruisse                    | 04099      | Lambruissiens    | 21,78            | 81 (2022)                         | 3,7                |
| Méailles                      | 04115      | Méaillais        | 32,74            | 118 (2022)                        | 3,6                |
| Moriez                        | 04133      | Moriézois        | 37,18            | 238 (2022)                        | 6,4                |
| La Mure-Argens                | 04136      | Murencs          | 34,73            | 333 (2022)                        | 9,6                |
| La Palud-sur-Verdon           | 04144      | Paluards         | 81,26            | 350 (2022)                        | 4,3                |
| Peyroules                     | 04148      | Peyrouliens      | 33,34            | 248 (2022)                        | 7,4                |
| La Rochette                   | 04170      | Rochettois       | 18,8             | 72 (2022)                         | 3,8                |
| Rougon                        | 04171      | Rougonnais       | 35,83            | 120 (2022)                        | 3,3                |
| Saint-Benoît                  | 04174      | Saint-Benoîtiens | 21,03            | 166 (2022)                        | 7,9                |
| Saint-Jacques                 | 04180      | Saint-Jacquois   | 4,66             | 72 (2022)                         | 15                 |
| Saint-Julien-du-Verdon        | 04183      | Pelugnes         | 6,19             | 176 (2022)                        | 28                 |
| Saint-Lions                   | 04187      | Saint-Lionnais   | 11,55            | 38 (2022)                         | 3,3                |
| Saint-Pierre                  | 04194      | Saint-Pierrois   | 5,62             | 97 (2022)                         | 17                 |
| Sausses                       | 04202      | Saussois         | 14,68            | 129 (2022)                        | 8,8                |
| Senez                         | 04204      | Séneziens        | 70,27            | 156 (2022)                        | 2,2                |
| Soleilhas                     | 04210      | Soleilhanais     | 34,53            | 91 (2022)                         | 2,6                |
| Tartonne                      | 04214      | Tartonnais       | 44,88            | 127 (2022)                        | 2,8                |
| Thorame-Basse                 | 04218      | Thoramians       | 97,72            | 208 (2022)                        | 2,1                |
| Thorame-Haute                 | 04219      | Thoramiens       | 108,35           | 247 (2022)                        | 2,3                |
| Ubraye                        | 04224      | Ubrayens         | 35,65            | 99 (2022)                         | 2,8                |
| Val-de-Chalvagne              | 04043      | Chalvagnards     | 32,57            | 83 (2022)                         | 2,5                |
| Vergons                       | 04236      | Vergonais        | 45,73            | 114 (2022)                        | 2,5                |
| Villars-Colmars               | 04240      | Villarsais       | 40,59            | 254 (2022)                        | 6,3                |

## Démographie
| 1968  | 1975  | 1982  | 1990  | 1999  | 2010   | 2015   | 2021   |
| ----- | ----- | ----- | ----- | ----- | ------ | ------ | ------ |
| 8 664 | 8 154 | 8 760 | 9 323 | 9 541 | 11 079 | 11 267 | 11 388 |

## Administration

### Siège
Le siège de la communauté de communes est situé à Saint-André-les-Alpes.

### Les élus
La répartition du conseil communautaire a été fixée par un arrêté préfectoral du 5 décembre 2016 :
| Nombre de délégués | Communes                         |
| ------------------ | -------------------------------- |
| 7                  | Castellane                       |
| 5                  | Annot                            |
| 4                  | Saint-André-les-Alpes, Entrevaux |
| 3                  | Allos                            |
| 2                  | Barrême                          |
| 1                  | Les autres communes              |

### Présidence
| Période                                  | Période         | Identité        | Étiquette | Qualité                                      |
| ---------------------------------------- | --------------- | --------------- | --------- | -------------------------------------------- |
| Les données manquantes sont à compléter. |                 |                 |           |                                              |
| 16 janvier 2017                          | 16 juillet 2020 | Serge Prato,    | DVD       | Maire de Saint-André-les-Alpes (depuis 2008) |
| 17 juillet 2020                          | En cours        | Maurice Laugier |           | Maire de Saint-Benoît (depuis 2014)          |

### Les vice-présidents
À la suite du conseil communautaire du 16 juillet 2020, le bureau communautaire est composé des quatorze vice-présidents :
- Nina Jonker, 1re vice-présidente chargée des contrats partenariaux avec le Département, la Région et l’Etat
- Magali Surle-Girieud, vice-présidente chargée du Tourisme
- Claude Camilleri, vice-président chargé des Finances
- Jean Mazzoli, vice-président chargé de l’Environnement, de la GEMAPI et de la Gestion des Risques
- Christophe Iacobbi, vice-président chargé des Bâtiments, des Travaux et des Marchés Publics
- Michel Lantelme, vice-président chargé de la Mobilité et du Numérique
- Jean-Louis Chabaud, vice-président chargé du SCOT et des Mutualisations
- Frédéric Cluet, vice-président chargé des Économies d’Energie, de l’Amélioration de l’Empreinte Environnementale des Services, de la Prévention, de la Réduction et de la Gestion des Déchets
- Michèle Bizot-Gastaldi, vice-présidente chargée de l’Urbanisme, du Logement et de l’Habitat
- Lucas Guibert, vice-président chargé de la Petite Enfance et de la Jeunesse
- Thierry Otto-Bruc, vice-président chargé des Activités et Équipements de Pleine Nature,
- Thierry Viale, vice-président chargé de l’Économie, du Commerce, de l’Emploi, de la Formation et des Maisons de Services au Public
- François Gerin-Jean, vice-président chargé des Opérations Sources, du SPANC et de la préparation aux transferts de l’Eau et l’Assainissement
- André Pesce, vice-président chargé de l’Agriculture et de la Forêt

De 2017 et jusqu'au 16 juillet 2020, les vice-présidents étaient :
- Odile Capon, conseillère communautaire de Castellane, 2e vice-présidente,
- Magali Surle Girieux, conseillère communautaire de Colmars-les-Alpes, 3e vice-présidente,
- Marie-Christine César, conseillère communautaire d’Entrevaux, 4e vice-présidente,
- Frédéric Cluet, conseiller communautaire de Peyroules, 5e vice-président,
- Jean-Louis Chabaud, conseiller communautaire de Barrême, 6e vice-président,
- Marie-Annick Boizard, conseillère communautaire d’Allos, 7e vice-présidente,
- Maurice Laugier, conseiller communautaire de Saint-Benoît, 8e vice-président,
- Claude Camillert, conseiller communautaire de Castellet-les-Sausses, 9e vice-président,
- Christophe Iacobbi, conseiller communautaire d’Allons, 10e vice-président,
- Thierry Otto Bruc, conseiller communautaire de Thorame-Haute, 11e vice-président,
- Marion Cozzi, conseillère communautaire d’Annot, 12e vice-présidente,
- Michèle Bizot-Gastaldi, conseillère communautaire de La Palud sur Verdon, 13e vice-présidente,
- Alain Delsaux, conseiller communautaire de La Mure-Argens, 14e vice-président,
- Thierry Viale, conseiller communautaire de Clumanc, 15e vice-président.

### Compétences
Sur l’année 2017, la CCAPV se substitue aux cinq communautés des communes pour l’exercice des compétences obligatoires que sont le développement économique, l’aménagement de l’espace et la gestion des déchets.
Les élus disposent en revanche d’un délai d’un an à compter du 1er janvier pour choisir les compétences optionnelles (écoles, habitat, sentiers de randonnée…), et de deux ans maximum pour les compétences facultatives (voirie, éclairage public, petite enfance…), qui seront gérées par le nouvel EPCI ou rendues aux communes.

### Régime fiscal et budget
Pour mémoire les Données consolidées « Budget principal et budgets annexes » sont disponibles pour les communautés de communes d'origine sur « Données Individuelles Budget principal seul - Données consolidées « Budget principal et budgets annexes » de chaque commune ».
Les comptes du nouveau « groupement à fiscalité propre (GFP) »

### Budget et fiscalité 2020
En 2020, pour une population de 11 700 habitants regroupant 41 communes, le budget de la "communauté de communes" était constitué ainsi :
- total des produits de fonctionnement : 13 511 000 €, soit 1 155 € par habitant ;
- total des charges de fonctionnement : 12 965 000 €, soit 1 108 € par habitant ;
- total des ressources d'investissement : 6 789 000 €, soit 580 € par habitant ;
- total des emplois d'investissement : 6 364 000 €, soit 544 € par habitant ;
- endettement : 9 862 000 €, soit 843 € par habitant.

Avec les taux de fiscalité suivants :
- Taxe d'habitation (dont THLV et GEMAPI) : 8,34 % ;
- Taxe foncière sur les propriétés bâties (dont GEMAPI) : 13,02 % ;
- Taxe foncière sur les propriétés non bâties (dont GEMAPI) : 26,75 % ;
- Taxe additionnelle à la taxe sur les propriétés non bâties : 58,73 % ;
- Cotisation foncière des entreprises (fiscalité additionnelle - dont GEMAPI) : 0,00 %
- Cotisation foncière des entreprises (fiscalité prof. unique ou de zone - dont GEMAPI) : 38,73 %.
- Cotisation foncière des entreprises (fiscalité des éoliennes - dont GEMAPI) : 0,00 %

## Le patrimoine naturel, bâti et mobilier des communes[11]

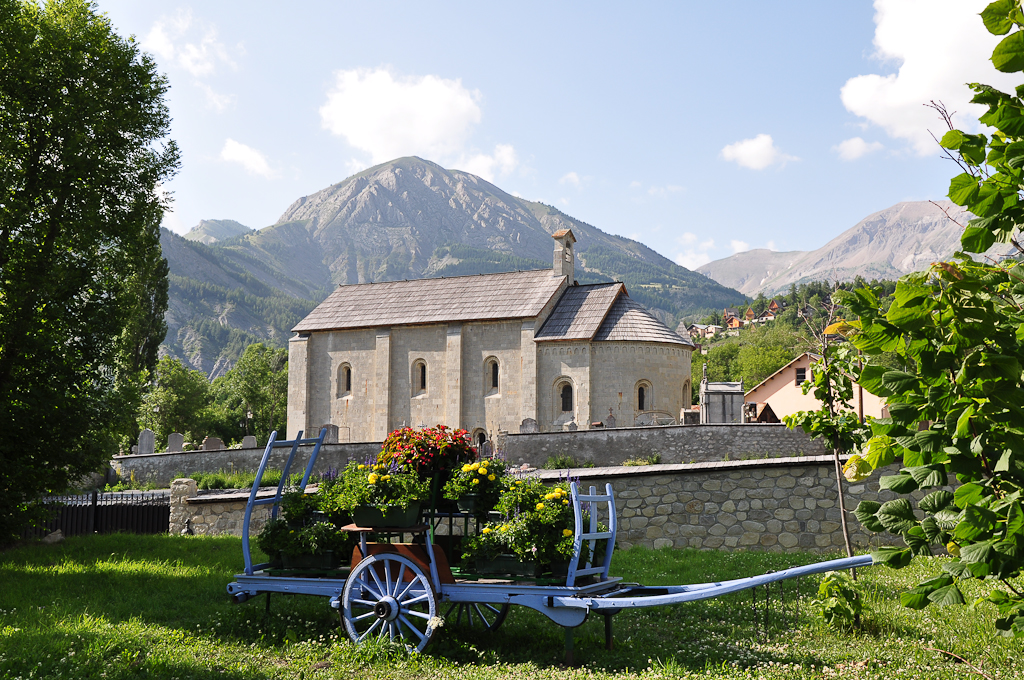
Église Notre-Dame de Valvert à Allos.
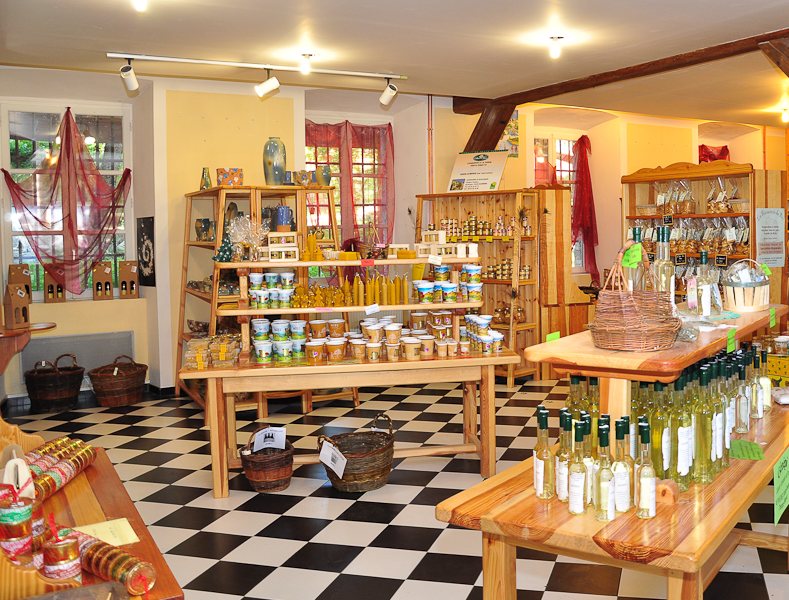
Maison des produits du terroir du Haut-Verdon à Beauvezer.
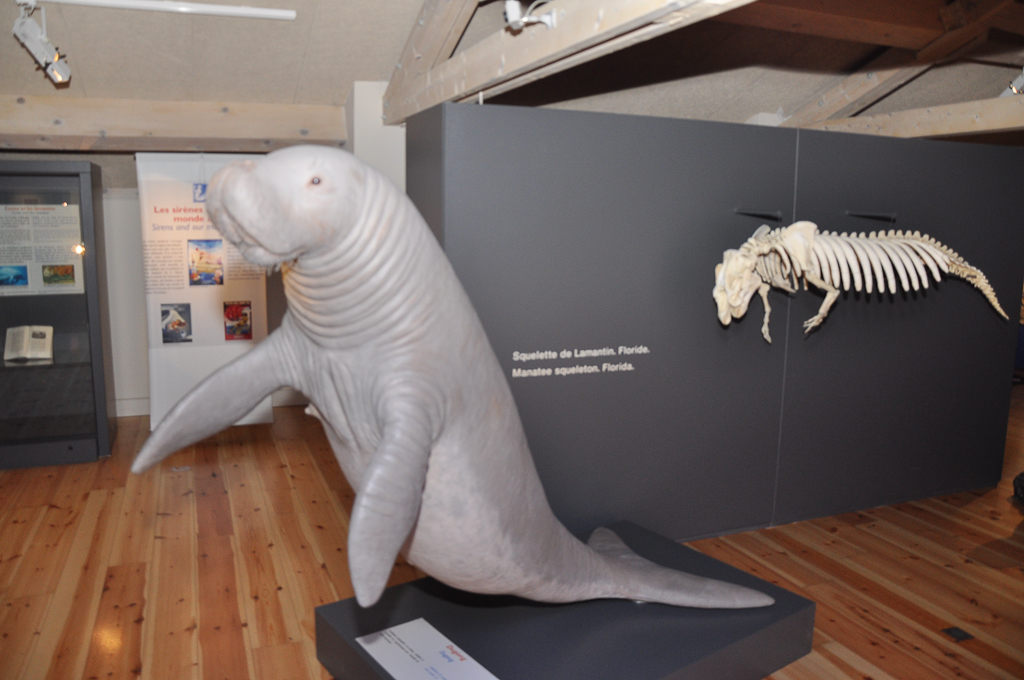
Musée des sirènes à la Maison Nature et Patrimoine de Castellane.
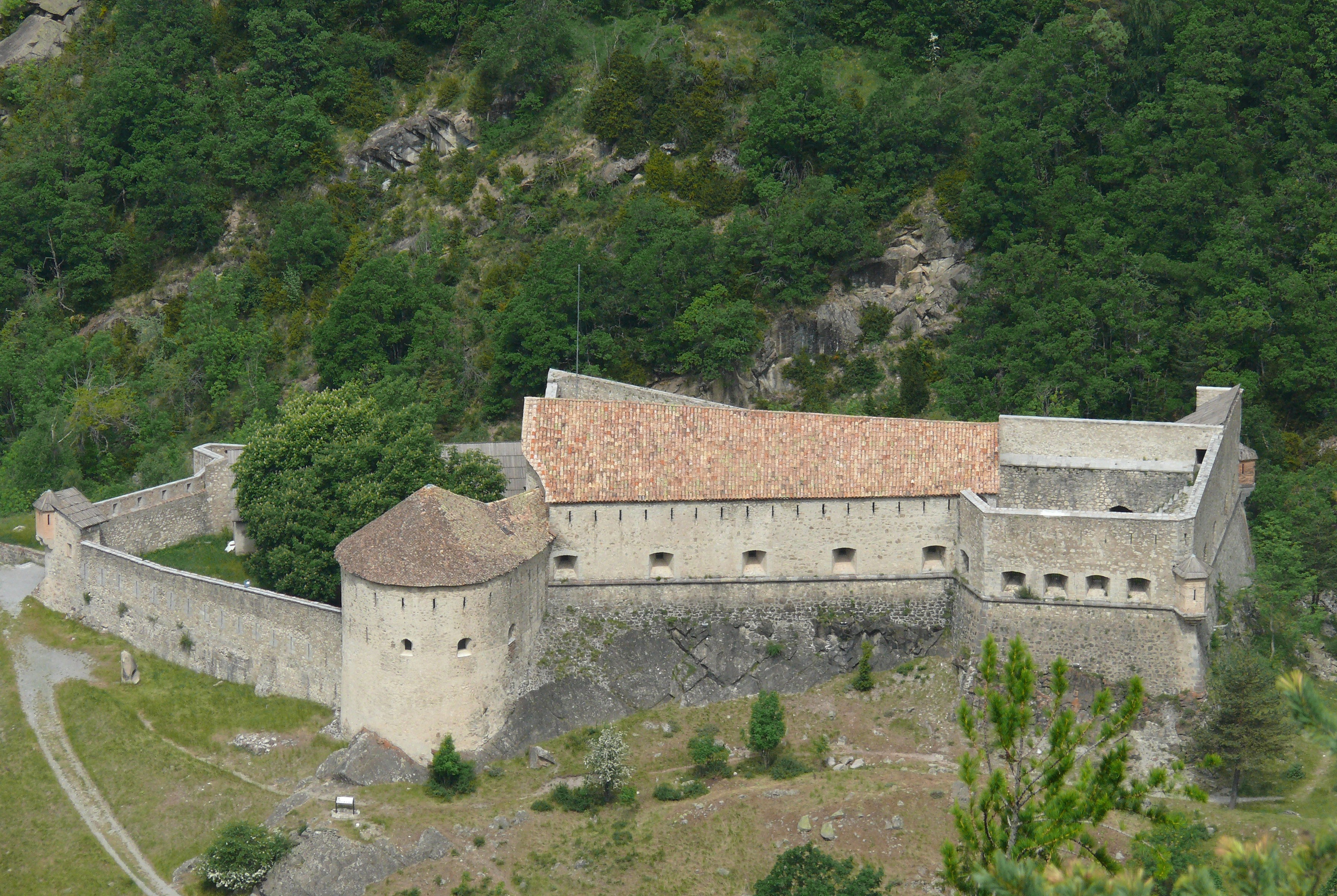
Fort de Savoie vu de la route du col des Champs à Colmars-les-Alpes.
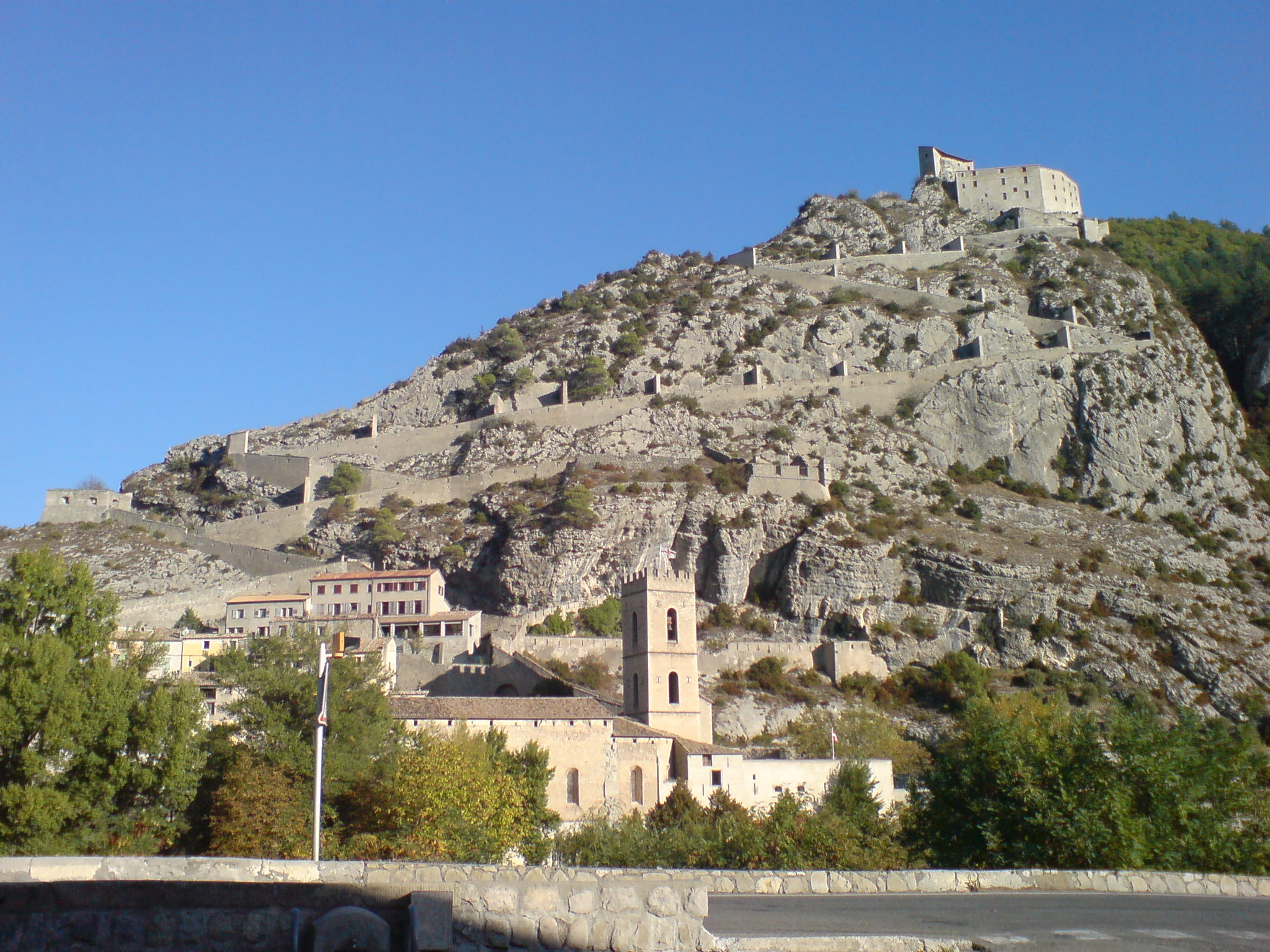
Vue générale d’Entrevaux, de la rive droite du Var[12].
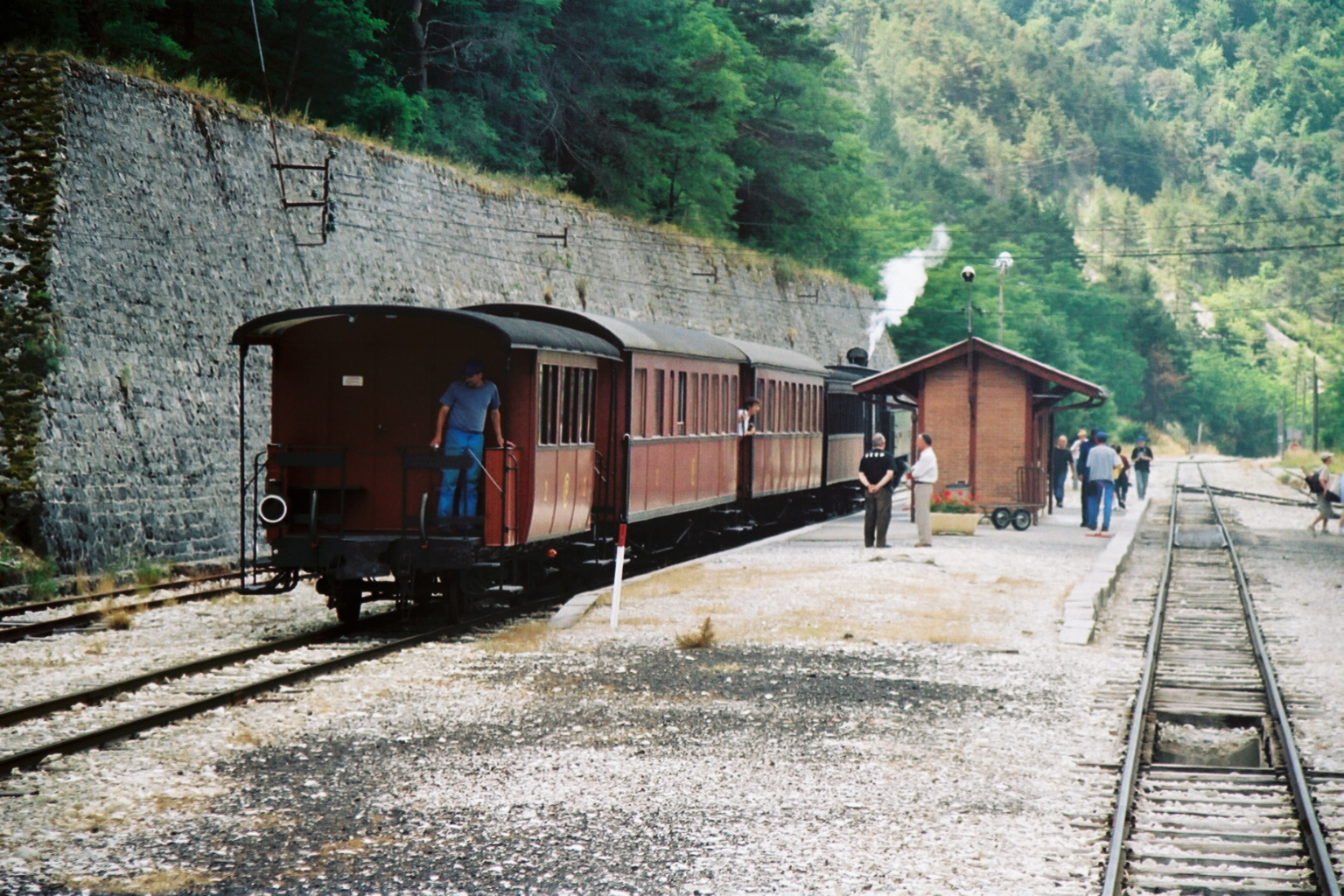
Le train des pignes, Gare de Thorame-Haute.
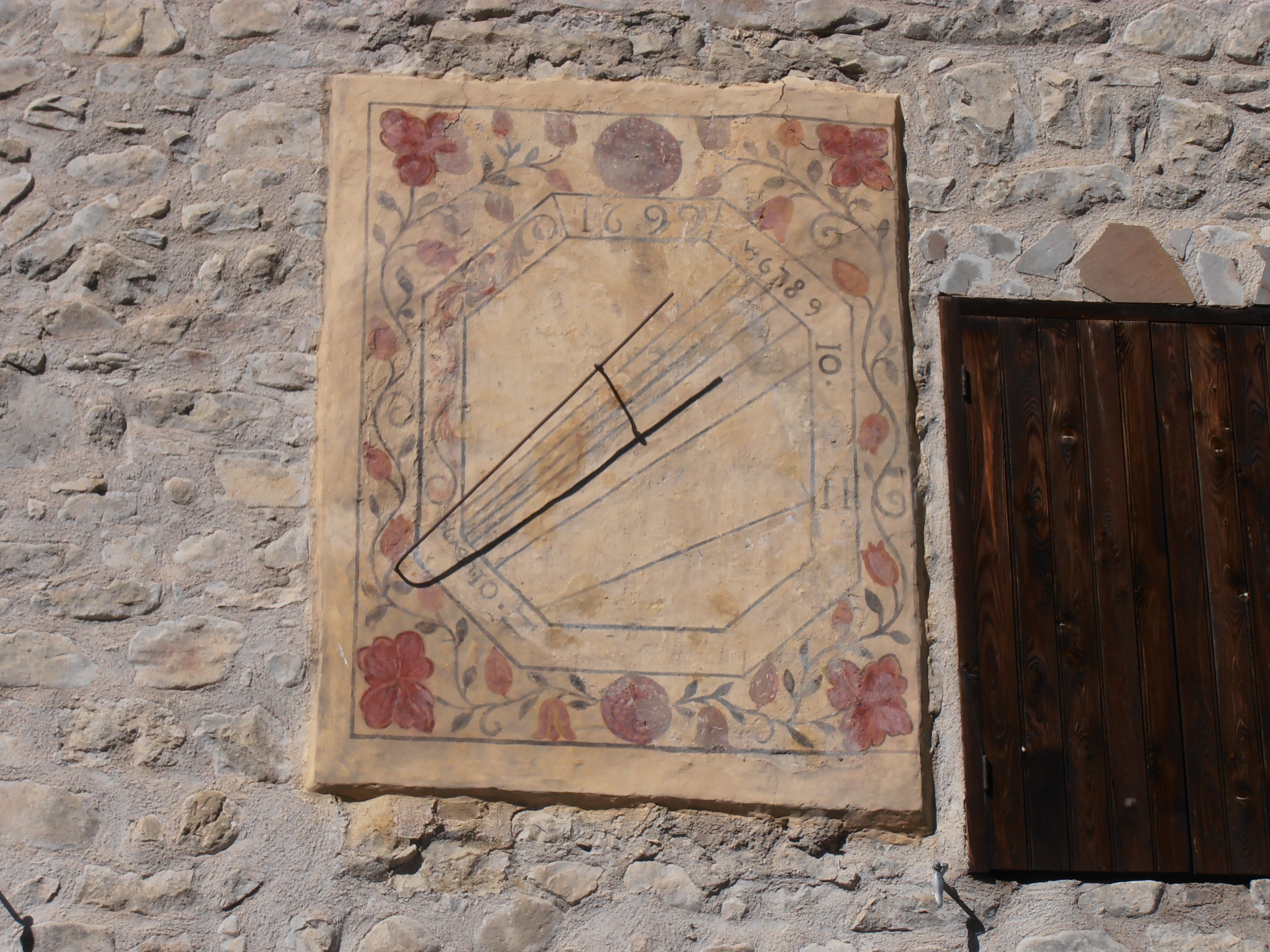
Cadran solaire de 1699 à Villars-Colmars.

## Projets et réalisations
La communauté de communes « Alpes Provence Verdon - Source de lumière » a signé un Contrat de ruralité. C’est le premier qui a été signé en région PACA et l’un des 10 premiers établis en France,.

### Hydrographie et les eaux souterraines

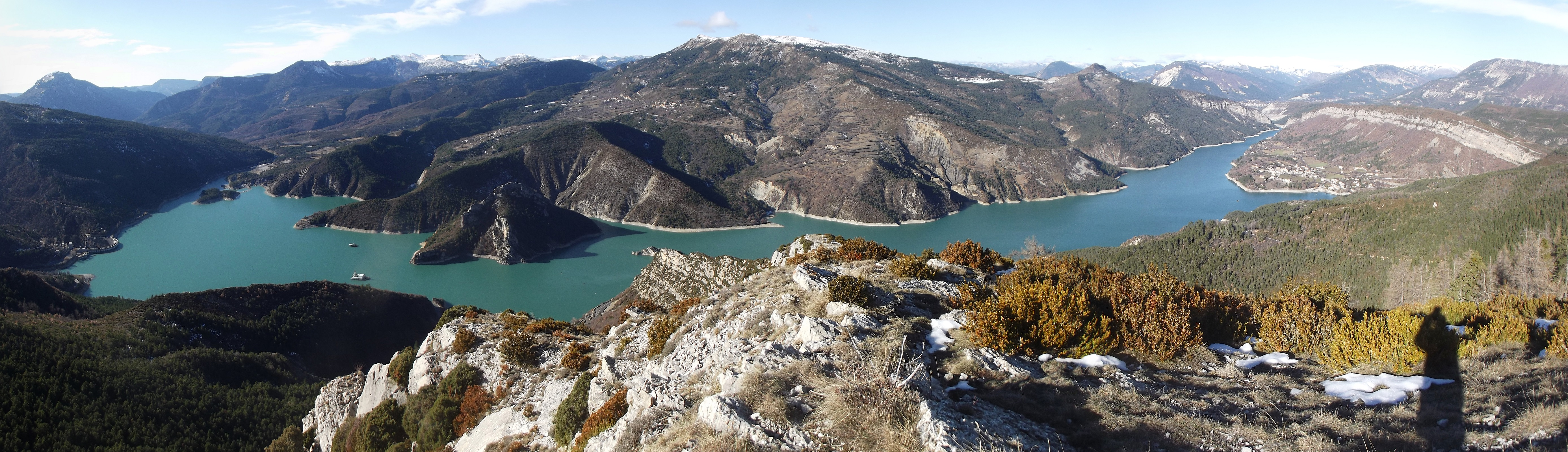
Lac de Castillon (partie sud) vu de la Colle.
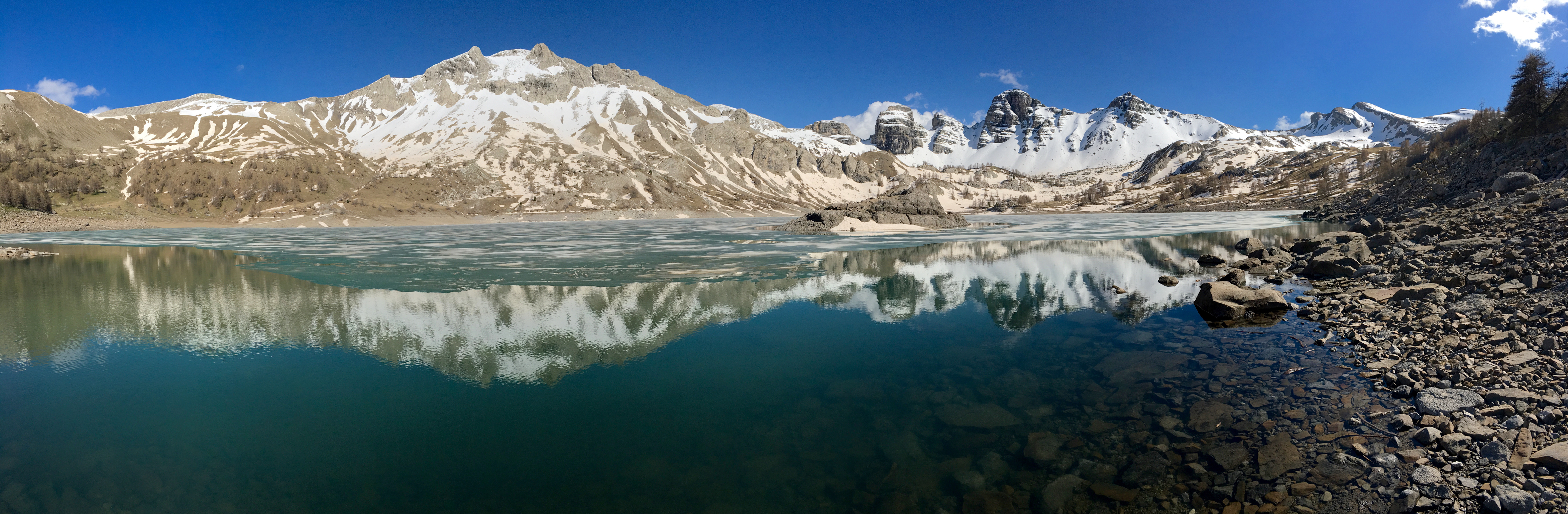
Lac d'Allos dans le parc national du Mercantour, à la fin du printemps, avec les restes de neige et de glace.
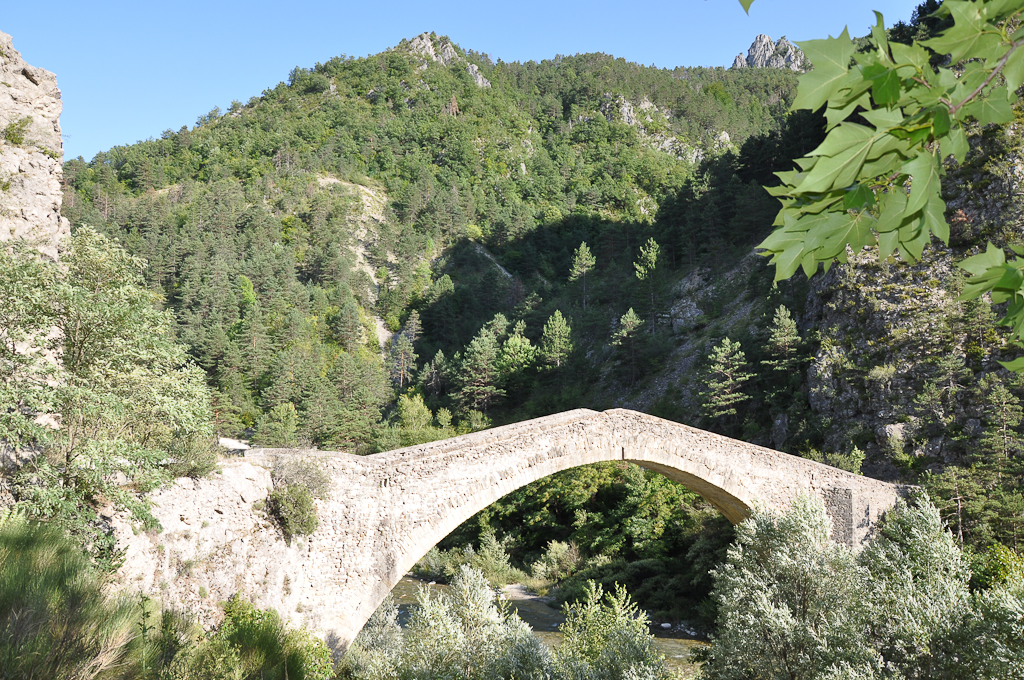
Pont dit de la Reine Jeanne à Saint-Benoît.

L'hydrographie de la communauté de communes s'inscrit dans l'hydrographie d'ensemble du vaste bassin supérieur du Verdon, ce qui explique les mesures prises globalement pour la préservation des ressources en eau et du milieu naturel aquatique.

#### Le Schéma d'aménagement et de gestion des eaux du bassin versant du Verdon
Le projet de Schéma d'aménagement et de gestion des eaux (S.A.E.G.E.) du bassin versant du Verdon a été validé par la Commission Locale de l'Eau, le 13 septembre 2012.
L'hydrographie du parc naturel s'inscrit dans l'hydrographie d'ensemble du vaste bassin supérieur du Verdon, ce qui explique les mesures prises globalement pour la préservation des ressources en eau et du milieu naturel aquatique.
La commission locale de l'eau a validé 5 enjeux à traiter dans le « S.A.G.E. du Verdon » :
- Le bon fonctionnement des cours d'eau,
- La préservation du patrimoine naturel lié à l'eau,
- La gestion équilibrée et durable de la ressource,
- La préservation de la qualité des eaux,
- La conciliation des usages et la préservation des milieux.

Liste en notes des 36 communes du département des Alpes-de-Haute-Provence faisant partie du périmètre du « S.A.G.E. du Verdon » (en gras les 19 communes membres de la Communauté de communes Alpes Provence Verdon - Sources de Lumière).

### Urbanisme
La Communauté de communes Alpes Provence Verdon - Sources de Lumière, créée le 24 novembre 2016 avec effet le 1er janvier 2017, regroupe désormais 41 communes. Cet Établissement public de coopération intercommunale (EPCI) s'est engagé dans une démarche d’élaboration d’un Plan local d’urbanisme intercommunal (PLUi).

### Pays d'Art et d'Histoire
La Communauté de Communes Alpes Provence Verdon obtient le label Pays d'Art et d'Histoire de 27 septembre 2023, devenant alors le seul territoire du département des Alpes de Haute-Provence à avoir ce label.